# 犬猫の殺処分ゼロをめざす動物愛護議員連盟
犬猫の殺処分ゼロをめざす動物愛護議員連盟とは、犬猫の殺処分ゼロをめざす日本の超党派の議員連盟。

## 2015年創立当時の主要メンバー
- 現職は太字。

会　　長　尾辻秀久（参議院・自民党）
顧　　問　鴨下一郎（衆議院・自民党）
顧　　問　塩崎恭久（衆議院・自民党）
会長代行　松野頼久（衆議院・維新の党）
会長代行　福山哲郎 （参議院・民主党）
副会長　　岩屋　毅（衆議院・自民党）
副会長　　牧原秀樹（衆議院・自民党）　
副会長　　遠山清彦（衆議院・公明党）
副会長　　小宮山泰子（衆議院・民主党）
副会長　　山田太郎 （参議院・元気）
副会長　　井上哲士（参議院・共産党）
事務局長　福島みずほ（参議院・社民党）　
事務局次長　中川俊直（衆議院・自民党）

## アドバイザーとして参加した著名人
杉本彩(公益財団法人動物環境・福祉協会Eva理事長)
浅田美代子

## 目指している法改正
8週齢規制
飼養施設基準の数値化
飼養管理基準の数値化
マイクロチップの装着義務
動物虐待への対策の強化の検討

## 今後の政省令の改正が必要と考えられる事項
動物の遺棄・虐待の定義のさらなる明確化
ペットオークション（競り市）の廃止の検討